# چلنج لیگ آسیا ۲۶–۲۰۲۵
چلنج لیگ آسیا ۲۶–۲۰۲۵ دوازدهمین دوره رقابت‌های سطح سوم فوتبال باشگاهی قاره‌ای آسیا است که توسط کنفدراسیون فوتبال آسیا (ای‌اف‌سی) برگزار می‌شود و دومین فصل از زمان تغییر نام آن از جام پرزیدنت آسیا به چلنج لیگ آسیا است. این دومین نسخه از سال ۲۰۱۴ است، زیرا مسابقات در سال ۲۰۲۴ با فرمت اصلاح شده مجدداً معرفی شد. به تیم قهرمان در صورتی که قبلاً از طریق عملکرد داخلی خود جواز حضور را پیدا نکرده باشد، یک سهمیه مستقیم برای مرحله گروهی لیگ قهرمانان آسیا ۲ ۲۷–۲۰۲۶ داده می‌شود.

## سهمیه کشورها
سهمیه‌ها بر اساس رتبه‌بندی مسابقات باشگاهی که پس از پایان مسابقات فصل ۲۰۲۴–۲۰۲۳ منتشر شد، به فدراسیون‌ها اختصاص داده می‌شود.
| شرکت‌کنندگان در چلنج لیگ آسیا فصل ۲۰۲۵–۲۰۲۶ | شرکت‌کنندگان در چلنج لیگ آسیا فصل ۲۰۲۵–۲۰۲۶ |
| ------------------------------------------ | ------------------------------------------ |
|                                            | شرکت می‌کند                                 |
|                                            | شرکت نمی‌کند                                |

| رتبه  | رتبه   | انجمن‌های عضو                                       | امتیاز                 | سهمیه       | سهمیه |
| رتبه  | رتبه   | انجمن‌های عضو                                       | امتیاز                 | مرحله گروهی | پلی‌آف |
| منطقه | ای‌اف‌سی | انجمن‌های عضو                                       | امتیاز                 | مرحله گروهی | پلی‌آف |
| ----- | ------ | -------------------------------------------------- | ---------------------- | ----------- | ----- |
| —     | —      | بازندگان مرحله مقدماتی لیگ قهرمانان آسیا ۲ ۲۶–۲۰۲۵ | —                      | ۲           | ۰     |
| ۱۱    | ۱۹     | ترکمنستان                                          | ۲۰٫۲۱۷                 | ۱           | ۰     |
| ۱۲    | ۲۰     | عمان                                               | ۲۰٫۰۴۸                 | ۱           | ۰     |
| ۱۳    | ۲۱     | لبنان                                              | ۱۸٫۷۱۱                 | ۱           | ۰     |
| ۱۴    | ۲۲     | کویت                                               | ۱۷٫۸۱۸                 | ۱           | ۰     |
| ۱۵    | ۲۴     | بنگلادش                                            | ۱۷٫۱۲۵                 | ۱           | ۰     |
| ۱۶    | ۲۶     | سوریه                                              | ۱۵٫۹۷۲                 | ۰           | ۱     |
| ۱۷    | ۲۷     | قرقیزستان                                          | ۱۵٫۵۰۰                 | ۰           | ۱     |
| ۱۸    | ۳۰     | مالدیو                                             | ۱۰٫۴۹۰                 | ۰           | ۱     |
| ۱۹    | ۳۵     | فلسطین                                             | ۴٫۹۸۴                  | ۰           | ۱     |
| ۲۰    | ۳۸     | نپال                                               | ۰٫۹۱۷                  | ۰           | ۱     |
| ۲۱    | ۳۹     | سری‌لانکا                                           | ۰٫۵۵۵                  | ۰           | ۱     |
| ۲۲    | ۴۰     | بوتان                                              | ۰٫۵۰۵                  | ۰           | ۱     |
| ۲۳    | ۴۲     | افغانستان                                          | ۰٫۰۷۵                  | ۰           | ۱     |
| ۲۴    | ۴۳     | پاکستان                                            | ۰٫۰۰۰                  | ۰           | ۱     |
| ۲۴    | ۴۳     | یمن                                                | ۰٫۰۰۰                  | ۰           | ۱     |
| مجموع | مجموع  | انجمن‌های شرکت‌کننده: ۱۵                             | انجمن‌های شرکت‌کننده: ۱۵ | ۷           | ۱۰    |
| مجموع | مجموع  | انجمن‌های شرکت‌کننده: ۱۵                             | انجمن‌های شرکت‌کننده: ۱۵ | ۱۷          |       |

| رتبه  | رتبه   | انجمن‌های عضو                                       | امتیاز                  | سهمیه       | سهمیه |
| رتبه  | رتبه   | انجمن‌های عضو                                       | امتیاز                  | مرحله گروهی | پلی‌آف |
| منطقه | ای‌اف‌سی | انجمن‌های عضو                                       | امتیاز                  | مرحله گروهی | پلی‌آف |
| ----- | ------ | -------------------------------------------------- | ----------------------- | ----------- | ----- |
| —     | —      | بازندگان مرحله مقدماتی لیگ قهرمانان آسیا ۲ ۲۶–۲۰۲۵ | —                       | ۱–۲         | ۰     |
| ۱۱    | ۲۸     | اندونزی                                            | ۱۴٫۸۱۶                  | ۰           | ۱     |
| ۱۲    | ۲۹     | کرهٔ شمالی                                          | ۱۳٫۹۲۳                  | ۰           | ۱     |
| ۱۳    | ۳۱     | کامبوج                                             | ۱۰٫۳۷۵                  | ۰           | ۱     |
| ۱۴    | ۳۲     | برمه                                               | ۷٫۵۸۱                   | ۰           | ۱     |
| ۱۵    | ۳۳     | تایوان                                             | ۶٫۹۷۸                   | ۰           | ۱     |
| ۱۶    | ۳۴     | مغولستان                                           | ۵٫۳۰۰                   | ۰           | ۱     |
| ۱۷    | ۳۶     | ماکائو                                             | ۳٫۷۷۰                   | ۰           | ۱     |
| ۱۸    | ۳۷     | لائوس                                              | ۱٫۱۹۸                   | ۰           | ۱     |
| ۱۹    | ۴۱     | برونئی                                             | ۰٫۱۰۰                   | ۰           | ۱     |
| ۲۰    | ۴۳     | گوآم                                               | ۰٫۰۰۰                   | ۰           | ۱     |
| ۲۰    | ۴۳     | جزایر ماریانای شمالی                               | ۰٫۰۰۰                   | ۰           | ۱     |
| ۲۰    | ۴۳     | تیمور شرقی                                         | ۰٫۰۰۰                   | ۰           | ۱     |
| مجموع | مجموع  | انجمن‌های شرکت کننده: ۱۲                            | انجمن‌های شرکت کننده: ۱۲ | ۱–۲         | ۱۲    |
| مجموع | مجموع  | انجمن‌های شرکت کننده: ۱۲                            | انجمن‌های شرکت کننده: ۱۲ | ۱۳–۱۴       |       |

## تیم‌ها
| تیم      | نحوه صعود                                          | حضور (آخرین بار) |
| -------- | -------------------------------------------------- | ---------------- |
|          | بازندگان مرحله مقدماتی لیگ قهرمانان آسیا ۲ ۲۶–۲۰۲۵ |                  |
|          | بازندگان مرحله مقدماتی لیگ قهرمانان آسیا ۲ ۲۶–۲۰۲۵ |                  |
| آلتین‌عصر | تیم سوم لیگ عالی ترکمنستان ۲۰۲۴[نوت ب]             | نخستین           |
| الشباب   | قهرمان جام سلطان قابوس ۲۵–۲۰۲۴                     | نخستین           |
| لبنان    | قهرمان لیگ برتر لبنان ۲۵–۲۰۲۴                      |                  |
| الکویت   | قهرمان لیگ برتر کویت ۲۵–۲۰۲۴                       | نخستین           |
| محمدان   | قهرمان لیگ برتر بنگلادش ۲۴–۲۰۲۵                    |                  |

| تیم          | نحوه صعود                             | حضور (آخرین بار) |
| ------------ | ------------------------------------- | ---------------- |
| سوریه        | قهرمان لیگ برتر سوریه ۲۵–۲۰۲۴         |                  |
| عبدیش‌عطا قند | قهرمان لیگ برتر قرقیزستان ۲۰۲۴        | دومین (۲۵–۲۰۲۴)  |
| مالدیو       | قهرمان لیگ برتر جزر مالدیو ۲۰۲۴       |                  |
| فلسطین       | وارد نشده[نوت الف]                    |                  |
| نپال         | قهرمان لیگ دسته یک نپال ۲۵–۲۰۲۴       |                  |
| سری‌لانکا     | قهرمان لیگ برتر سری‌لانکا ۲۰۲۴         |                  |
| پارو         | قهرمان لیگ برتر بوتان ۲۰۲۴            | دومین (۲۵–۲۰۲۴)  |
| ابومسلم فراه | قهرمان لیگ قهرمانان افغانستان ۰۴–۱۴۰۳ | نخستین           |
| پاکستان      | قهرمان لیگ برتر پاکستان ۲۵–۲۰۲۴       |                  |
| یمن          | قهرمان لیگ یمنی ۲۵–۲۰۲۴               |                  |

| تیم          | نحوه صعود                                          | حضور (آخرین بار) |
| ------------ | -------------------------------------------------- | ---------------- |
|              | بازندگان مرحله مقدماتی لیگ قهرمانان آسیا ۲ ۲۶–۲۰۲۵ |                  |
| دیوا یونایتد | نایب قهرمان لیگ یک اندونزی ۲۵–۲۰۲۴                 | نخستین           |
| کره شمالی    | نایب قهرمان لیگ برتر کره شمالی ۲۵–۲۰۲۴             |                  |

| تیم             | نحوه صعود                                  | حضور (آخرین بار)  |
| --------------- | ------------------------------------------ | ----------------- |
| سوی‌رینگ         | قهرمان لیگ برتر کامبوج ۲۵–۲۰۲۴             | دومین             |
| شان یونایتد     | قهرمان لیگ ملی میانمار ۲۵–۲۰۲۴             | چهارمین (۲۵–۲۰۲۴) |
| تاینان سیتی     | قهرمان لیگ برتر تایوان ۲۰۲۴                | دومین (۲۰۲۴–۲۶)   |
| مغولستان        | 2024–25 Mongolian Premier League champions |                   |
| بنفیکا د ماکائو | 2024 Liga de Elite champions               | 1st               |
| ازرا            | 2024–25 Lao League 1 champions             | 1st               |
| کاسوکا          | 2024–25 Brunei Super League champions      | نخستین            |
| وینگز           | قهرمان لیگ فوتبال گوام ۲۰۲۴                | نخستین            |
| کانوا           | قهرمان لیگ ۱ ماریانای شمالی ۲۰۲۴           | نخستین            |
| سائو خوزه       | 2024 Primeira Divisão champions            | نخستین            |

یادداشت‌ها
1. ^ فلسطین (الف): لیگ حرفه‌ای فلسطین ۲۵–۲۰۲۴ برگزار نشد.
2. ^ ترکمنستان (ب): آرقه‌داغ، قهرمان لیگ عالی ترکمنستان ۲۰۲۴ و جام حذفی ترکمنستان ۲۰۲۴ همچنین قهرمان چلنج لیگ آسیا ۲۵–۲۰۲۴ است. و بنابراین به مرحله گروهی لیگ قهرمانان آسیا ۲ راه می‌یابد؛ بنابراین، نایب قهرمان لیگ عالی ۲۰۲۴ آخال و مقام سوم، آلتین‌عصر به ترتیب به مرحله پلی آف مقدماتی لیگ قهرمانان آسیا ۲ ۲۶–۲۰۲۵ و مرحله گروهی چلنج لیگ آسیا ۲۶–۲۰۲۵ راه یافتند.

## برنامه مسابقات
برنامه مسابقات به شرح زیر است.
| مرحله         | دور            | زمان قرعه‌کشی  | بازی رفت                                 | بازی برگشت                               |
| ------------- | -------------- | ------------- | ---------------------------------------- | ---------------------------------------- |
| مرحله مقدماتی | دور نخست       | انجام نشد     | ۲۹ اوت ۲۰۲۵                              | ۲۹ اوت ۲۰۲۵                              |
| مرحله مقدماتی | دور دوم        | انجام نشد     | ۵ اوت ۲۰۲۵                               | ۵ اوت ۲۰۲۵                               |
| مرحله مقدماتی | دور سوم        | انجام نشد     | ۱۲ اوت ۲۰۲۵                              | ۱۲ اوت ۲۰۲۵                              |
| مرحله گروهی   | هفته نخست      | ۲۴ اوت ۲۰۲۵   | ۲۵ اکتبر ۲۰۲۵ (غرب)، ۲۶ اکتبر ۲۰۲۵ (شرق) | ۲۵ اکتبر ۲۰۲۵ (غرب)، ۲۶ اکتبر ۲۰۲۵ (شرق) |
| مرحله گروهی   | هفته دوم       | ۲۴ اوت ۲۰۲۵   | ۲۸ اکتبر ۲۰۲۵ (غرب)، ۲۹ اکتبر ۲۰۲۵ (شرق) | ۲۸ اکتبر ۲۰۲۵ (غرب)، ۲۹ اکتبر ۲۰۲۵ (شرق) |
| مرحله گروهی   | هفته سوم       | ۲۴ اوت ۲۰۲۵   | ۳۱ اکتبر ۲۰۲۵ (غرب)، ۱ نوامبر ۲۰۲۵ (شرق) | ۳۱ اکتبر ۲۰۲۵ (غرب)، ۱ نوامبر ۲۰۲۵ (شرق) |
| مرحله پایانی  | یک‌چهارم پایانی | ۱۹ فوریه ۲۰۲۶ | ۴ مارس ۲۰۲۶ (غرب)، ۵ مارس ۲۰۲۶ (شرق)     | ۱۱ ۲۰۲۶ (غرب)، ۱۲ ۲۰۲۶ (شرق)             |
| مرحله پایانی  | نیمه پایانی    | ۱۹ فوریه ۲۰۲۶ | ۷ آوریل ۲۰۲۶ (غرب)، ۹ آوریل ۲۰۲۶ (شرق)   | ۱۵ آوریل ۲۰۲۶ (غرب)، ۱۶ آوریل ۲۰۲۶ (شرق) |
| مرحله پایانی  | پایانی         | ۱۹ فوریه ۲۰۲۶ | ۹ مه ۲۰۲۶                                | ۹ مه ۲۰۲۶                                |

1. 1 2  قالب از پیش تعیین شده

## مرحله مقدماتی
جدول رده‌بندی مرحله مقدماتی بر اساس سیدبندی هر تیم تعیین شد و تیمی که سیدبندی بالاتری داشت، میزبان مسابقه بود. تیم‌های یک انجمن نمی‌توانستند در یک گروه قرار بگیرند. برندگان مرحله مقدماتی (پنج تیم از غرب و چهار تیم از شرق) به مرحله گروهی راه پیدا می‌کنند و به جمع ۱۱ تیم راه یافته مستقیم می‌پیوندند.
| تیم ۱          | نتیجه       | تیم ۲           |
| -------------- | ----------- | --------------- |
| منطقه غرب      |             |                 |
| آباهانی داکا   | ۱۲ اوت ۲۰۲۵ | موراس یونایتد   |
| الکرامه        | ۱۲ اوت ۲۰۲۵ | باشوندارا کینگز |
| عبدیش-عطا قند  | ۱۲ اوت ۲۰۲۵ | حطین            |
| مازیا          | ۱۲ اوت ۲۰۲۵ | العربی          |
| پارو           | ۱–۰         | ابومسلم         |
| منطقه شرق      |             |                 |
| تاینان سیتی    | ۱۲ اوت ۲۰۲۵ | خانگارید        |
| فالکونز        | ۱۲ اوت ۲۰۲۵ | تایچونگ فوتورو  |
| یانگون یونایتد | ۱۲ اوت ۲۰۲۵ | ازرا            |
| کاسوکا         | ۱۲ اوت ۲۰۲۵ | پنوم پن کراون   |

### منطقه غرب
| آباهانی داکا | v | Muras United |
| ------------ | - | ------------ |
|              |   |              |

| الکرامه | v | باشوندارا کینگز |
| ------- | - | --------------- |
|         |   |                 |

| عبدیش–عطا قند | v | حطین |
| ------------- | - | ---- |
|               |   |      |

| Maziya | v | Al-Arabi |
| ------ | - | -------- |
|        |   |          |

| پارو | v | ابومسلم |
| ---- | - | ------- |
|      |   |         |

### منطقه شرق
| Tainan City | v | Mongolia 2 |
| ----------- | - | ---------- |
|             |   |            |

| SP Falcons | v | Taichung Futuro |
| ---------- | - | --------------- |
|            |   |                 |

| Yangon United | v | Ezra |
| ------------- | - | ---- |
|               |   |      |

| Kasuka | v | Phnom Penh Crown |
| ------ | - | ---------------- |
|        |   |                  |

## یادداشت
1. ↑  باشگاه فوتبال پارو به جای ورزشگاه خانگی همیشگی خود در ورزشگاه چانگلیمیتانگ، تیمفو، برگزار خواهد کرد.